# Colección Leyenda y Fantasía
Leyenda y Fantasía fue una colección de cuadernos de historietas lanzada por la editorial Maga en 1951, la primera de la editorial, cronológicamente hablando. También destaca por su carácter atípico, ya que se trata de una publicación femenina en una editorial que luego se centraría en los cuadernos de aventuras.

## Trayectoria editorial
Cada ejemplar de Leyenda y fantasía presenta una adaptación de un cuento fantástico dirigido a chicas. Solo la colección Azucena se había adentrado antes con éxito en este campo editorial.

## Valoración
El investigador Pedro Porcel ha destacado la ambientación realista del cuaderno número 3, que refleja, a su parecer de forma involuntaria, las carencias de la sociedad española de posguerra.